# Kephyes ovata
Kephyes ovata is een hydroïdpoliep uit de familie Clausophyidae. De poliep komt uit het geslacht Kephyes. Kephyes ovata werd in 1860 voor het eerst wetenschappelijk beschreven door Keferstein & Ehlers. 